# Counterfeit (Limp Bizkit)
Counterfeit è un singolo del gruppo musicale statunitense Limp Bizkit, il primo estratto dal primo album studio Three Dollar Bill, Yall$.

## Stile musicale e testo
Secondo dichiarazioni concesse dal chitarrista Wes Borland nel 2000, la canzone è una critica esplicita nei confronti degli imitatori del gruppo.
Nella versione registrata per l'album, Borland suono il brano senza plettro e con due mani, una per la melodia e l'altra per gli accordi. Durante l'esecuzione il chitarrista lasciò alcune corde mute con la mano sinistra, e tentò di creare anche un effetto disperdente.

## Promozione
Per promuovere l'album di provenienza e gli autori, l'etichetta discografica Interscope Records sponsorizzò il singolo sulla radio di Portland KUFO-FM, pagandola 5000 dollari. Il brano "Counterfeit" fu trasmesso almeno cinquanta volte, e l'emittente stessa ammise di essere stata pagata da Interscope.

## Versioni
Ne esisteva già una prima versione, scritta nel 1995 e inserita in un demo del 1996.
Counterfeit è stata pubblicata in due mini CD. Il primo era Counterfeit/Nobody Loves Me nel 1997, il secondo Counterfeit Countdown nel 1999, nel periodo in cui la band ebbe i primi grandi consensi di pubblico. Counterfeit Countdown contiene una collezione di remix del brano. La versione nuovamente registrata da DJ Lethal, Extreme Guitar Remix, apparve nel 2001 in New Old Songs.
La canzone fu poi inserita in Greatest Hitz, nel 2005.

## Accoglienza
Nonostante gli iniziali giudizi negativi al momento della pubblicazione, nel 2022 le riviste Kerrang! e Metal Hammer hanno inserito Counterfeit nella lista delle dieci migliori canzoni dei Limp Bizkit, rispettivamente in ottava e nona posizione.

## Video musicale
Per la canzone esistono vari video, che accompagnano sia la versione originale sia quella remix. Il video della versione originale mostra un ragazzino con i capelli lunghi e costantemente maltrattato dagli altri. Per adeguarsi a loro si taglia i capelli, si leva la maglietta ed inizia a coprirsi con un liquido nerastro. Poi mette in faccia una maschera da mosca, mentre Fred Durst improvvisamente lo scorge e ne rimane disgustato. A quel punto il ragazzo esce dalla sua camera e scende giù per le scale, con le sembianze di una mosca antropomorfa. Entra in cucina, dove i suoi familiari lo ignorano. Salta sul tavolo da cucina, afferra il cibo e lo scaraventa da ogni parte, mentre il suo vero volto comincia ad apparire. I Limp Bizkit eseguono il brano in uno scantinato, mentre scorrono queste scene.

## Formazione
- Fred Durst - voce
- Wes Borland - chitarra
- Sam Rivers - basso
- John Otto - batteria
- DJ Lethal - giradischi

## Tracce
| CD Singoli |
| --- |
| Counterfeit/Nobody Loves Me (1997) 1. Counterfeit (Radio Edit) - 4:14 2. Nobody Loves Me - 4:01 3. Counterfeit (Album Version) - 5:08 |
| Counterfeit Countdown (1999) 1. Counterfeit (Album Version) - 5:10 2. Counterfeit (Lethal Dose Extreme Guitar Mix) - 3:32 3. Counterfeit (Lethal Dose Remix) - 3:24 4. Counterfeit (Phat Ass remix) - 3:04 5. Counterfeit (USA Radio Edit) - 4:15 |